# Trâu Thành
Trâu Thành (tiếng Trung: 邹城市; bính âm: Zōuchéng Shì), trước đây là Trâu huyện là một thành phố cấp huyện thuộc địa cấp thị Tế Ninh, tỉnh Sơn Đông, Trung Quốc. Thành phố cách Khúc Phụ 20 km về phía nam. Thành phố nằm trên tuyến đường sắt Bắc Kinh - Thượng Hải và có một ga tàu chính.

### Nhai đạo
- Cương Sơn (钢山街道)
- Thiên Tuyền (千泉街道)
- Phù Sơn (凫山街道)

### Trấn
| - Hương Thành (香城镇) - Thành Tiền (城前镇) - Đại Thúc (大束镇) - Bắc Túc (北宿镇) - Trung tâm Điếm 中心店镇 | - Đường Thôn (唐村镇) - Thái Bình (太平镇) - Thạch Tường (石墙镇) - Dịch Sơn (峄山镇) | - Khán Trang (看庄镇) - Trương Trang (张庄镇) - Điền Hoàng (田黄镇) - Quách Lý (郭里镇) |